# Pointe Côte de l'Âne
La pointe de la Côte de l'Âne est un sommet culminant à 2 916 mètres d'altitude et faisant partie du secteur alpin des Alpes maritimes. Ce sommet est situé au nord-ouest du département des Alpes-Maritimes en limite des communes d'Entraunes au sud-ouest et de Saint-Dalmas-le-Selvage au nord-est.

## Géographie et géologie

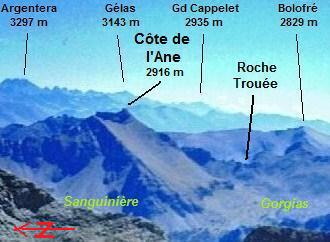
Vue légendée du chaînon de la Côte de l'Âne depuis le mont Pelat à l'est.

Le sommet a donné son nom au chaînon de la « Côte de l'Âne » situé, d'après la SOIUSA, dans la « chaîne Côte de l'Âne - Mounier » qui est classée dans le massif du Mercantour-Argentera appartenant, avec le massif du Pelat, au secteur alpin des Alpes maritimes.
Le chaînon de la Côte de l'Âne se trouve sur la ligne de partage des eaux entre le bassin hydrographique du Haut-Var à l'ouest et celui de la haute vallée de la Tinée à l'est. Les importantes érosions glaciaires ont, par le passé, profondément modelé le relief à peine entamé, dans ce secteur, par les érosions des affluents du Var et de la Tinée. La pointe Côte de l'Âne (2 916 m) est le point culminant des montagnes ceinturant tous les vallonnements d'origine glaciaire qui l'entourent et notamment ceux du cirque de Sanguinière au sud-ouest et celui du Creux de l'Âne au nord. Ainsi, elle domine au sud le vallonnement du ruisseau de Gorgias et le col de la Roche Trouée (2 583 m) débouchant à l'est sur le vallon de Gialorgues affluent de rive ouest de la Tinée.
Toute la partie sommitale du chaînon de la Côte de l'Âne est constituée sur près de 500 mètres d'épaisseur par l'empilement des couches de grès d'Annot surmontant les marnes bleues et les calcaires de l'Éocène.

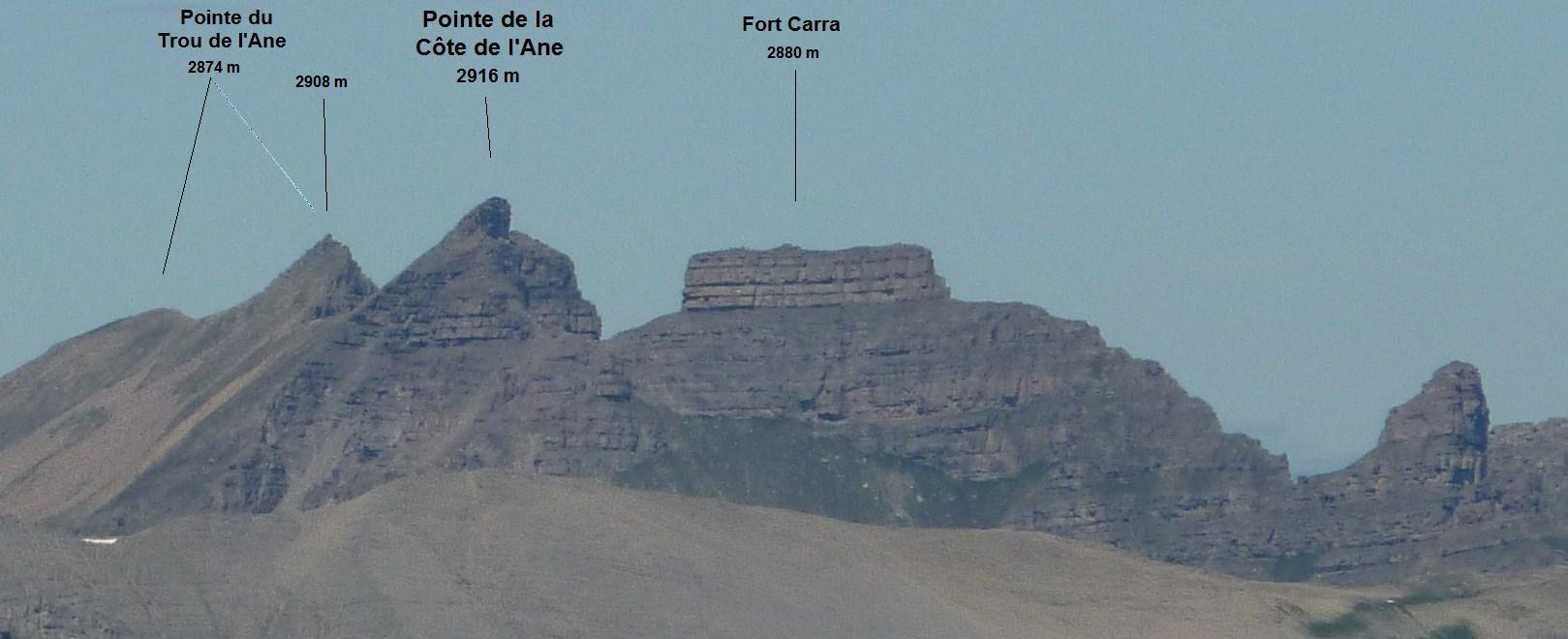
Vue légendée du chaînon de la Côte de l'Âne depuis la station de Valberg au sud-est.

### Cartographie
- Carte topographique au 1/25 000e de l'IGN.
- Carte géologique « Allos » au 1/50 000e, feuille XXXV-40, éditée par le Service de la carte géologique de la France.